# Kopanka Druga
Kopanka Druga (Duits: Hoppenau) is een plaats in het Poolse district  Elbląski, woiwodschap Ermland-Mazurië. De plaats maakt deel uit van de gemeente Gronowo Elbląskie en telt 150 inwoners.